# Danielle Woodward
Danielle Anne Woodward  (ur. 20 marca 1965) – australijska kajakarka górska. Srebrna medalistka olimpijska z Barcelony.
Brała udział w trzech igrzyskach olimpijskich (IO 92, IO 96, IO 00). W 1992 była druga w kajakowym slalomie, przegrywając jedynie z Niemką Elisabeth Micheler-Jones.